# Пешкова, Екатерина Павловна
Екатери́на Па́вловна Пешко́ва (урождённая Волжина; 14 (26) июля 1876 года, Сумы, Харьковская губерния, Российская империя — 26 марта 1965 года, Москва, СССР) — русская и советская общественная деятельница, правозащитница. Первая, а также единственная официальная жена писателя Максима Горького.

## Биография
К страданиям чужим ты горести полна,

И скорбь ничья тебя не проходила мимо;

К себе лишь ты одной всегда неумолима...
Из стихотворения А. К. Толстого, 1859 г.

### Ранние годы
Родилась 14 (26) июля 1876 в семье дворян в городе Сумы. Известны три варианта даты её рождения. Гимназию окончила в Самаре (1895). В 1895 году работала корректором в «Самарской газете», в редакции которой познакомилась с Алексеем Пешковым (Горьким), публиковавшимся в издании.

### После замужества
З0 августа 1896 года Пешков и Волжина обвенчались. В 1897 году Екатерина родила сына Максима, а в 1901 году — дочь Катю. В 1902—1903 семья жила в Нижнем Новгороде (сейчас музей-квартира А. М. Горького). Неоднократно бывала и жила в Ялте, работа в ялтинской Александровской гимназии. Разошлись супруги по взаимному согласию. Пятилетняя дочь Катя умерла от менингита летом 1906 года, когда Горький с Марией Андреевой находились в США, откуда Алексей Максимович прислал покинутой жене в Нижний утешительное письмо с требованием беречь оставшегося сына. Однако у них «всю жизнь сохранялись особые отношения», — отмечала их внучка Марфа. По опубликованным данным, развод так и не был официально оформлен, что отчасти объясняет то обстоятельство, что ни в один зарегистрированный брак Горький больше не вступал.
В 1907—1914 гг. жила вместе с сыном Максимом за границей, преимущественно в Париже. Посещала в Сорбонне курсы французского языка для русских и лекции по социальным наукам. Работала в организованном В. Н. Фигнер Кружке помощи каторге и ссылке.
После начала Первой мировой войны вернулась из Италии в Россию через Константинополь и Одессу.
Являлась видным и влиятельным деятелем партии эсеров (член с 1905 года) и после разгрома партии хранила её архив до изъятия его Дзержинским. В 1917 г. член ЦК ПСР. 25 июня 1917 года по списку партии социалистов-революционеров была избрана гласным Московской городской думы.
С 1913—1914 годов работала в организациях помощи раненым, в Красном кресте.
Работала на постоянной основе в организации Политический Красный крест (сокр. — Помполит), возглавила детскую комиссию в обществе Помощь жертвам войны, на средства Земского и Городского союзов организовала отряд волонтёров по поиску детей, оставшихся за линией фронта.
С 1917 года была главой бюро воссозданного в новом качестве Политического Красного Креста, получившего название Московское общество Красного Креста для помощи политическим заключенным. Позднее была заместителем председателя этой организации. Работала с Михаилом Винавером.
С 1919 года официально занималась поиском и возвращением на родину легионеров польской армии Пилсудского, с 1920 года была, по совместительству, уполномоченной польского Красного креста, помогавшего польским и российским военнопленным на территории Советской России и Польши вернуться на их родину.
С 1922 года возглавила организацию Помощь политическим заключенным, единственную правозащитную организацию в СССР, которая просуществовала до 1937 года.
В 1941 году эвакуирована в Ташкент.

### Смерть
В последние годы жизни Екатерина Павловна работала консультантом архива А. М. Горького при ИМЛИ. Она умерла в 1965 году в Кремлёвской больнице. Похоронена на Новодевичьем кладбище рядом с сыном (2-й участок, 22 ряд).

### Семья

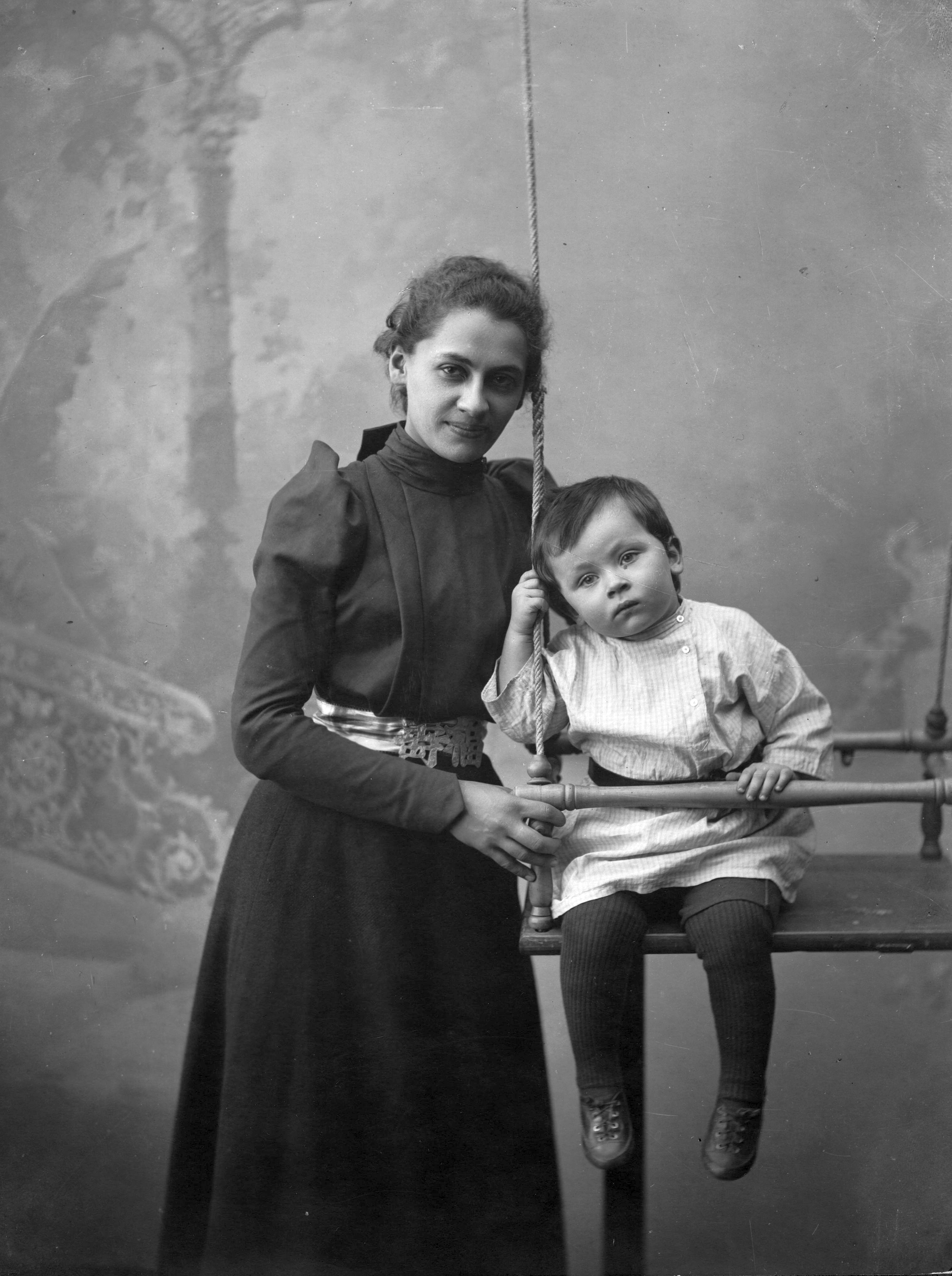
Е. П. Пешкова с сыном Максимом. Нижний Новгород, 1900 год.

Сестра — А. П. Волжина, была женой этнографа Адама Богдановича.
Муж — Максим Горький (Алексей Максимович Горький) (1868—1936), писатель.
Сын — Максим Пешков (1897—1934), похоронен в Москве на Новодевичьем кладбище (2-й участок, 22 ряд).
Внучки — Марфа Пешкова (1925—2021) (вышла замуж за Серго (Сергея) Берия; правнуки — Нина, Надежда и Сергей) и Дарья Пешкова (1927—2023) (актриса Театра имени Вахтангова, вышла замуж за артиста Александра Граве; правнуки — Максим и Екатерина).
В последние десятилетия жизни её гражданским мужем был Михаил Константинович Николаев (1882—1947), издательский работник (В. Кирпотин в письме жене от 3 марта 1942 г. называет его мужем).

## Награды
- Орден Трудового Красного знамени (1958)

## Память

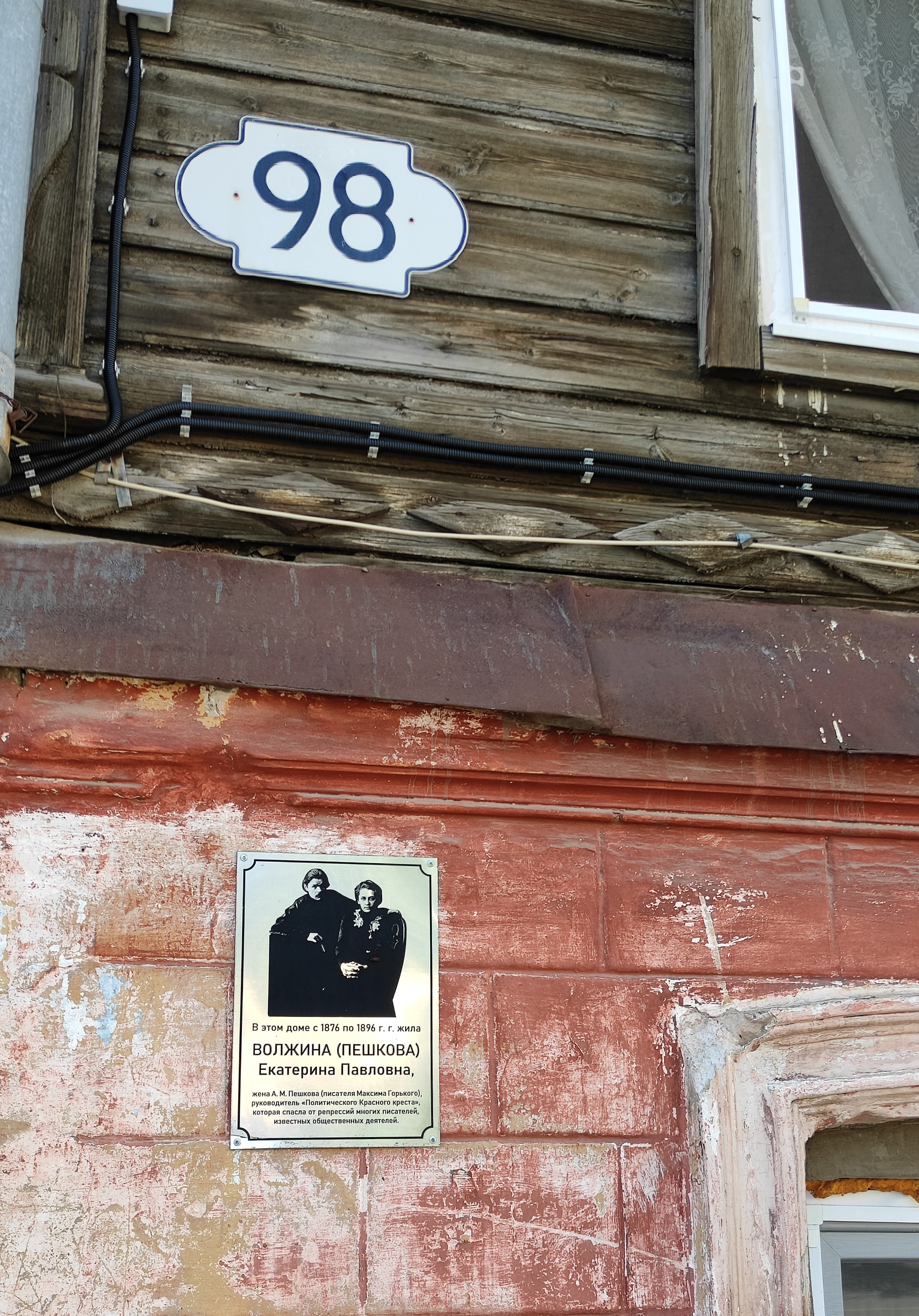
Мемориальная доска в Самаре на доме, где с 1876 по 1896 годы жила Волжина (Пешкова)

- В Государственном архиве РФ фонды № Р-8419 «МОСКОВСКИЙ ПОЛИТИЧЕСКИЙ КРАСНЫЙ КРЕСТ. 1918—1922»[9] и № Р-8409 ОБЩЕСТВО «Е. П. ПЕШКОВА. ПОМОЩЬ ПОЛИТИЧЕСКИМ ЗАКЛЮЧЕННЫМ» 1922—1938[10] содержат документы (более тысячи дел, включая письма, записки, которые приходили Пешковой от граждан, пострадавших за свои политические убеждения).
- В Самаре на доме 98 по улице Чапаева, где с 1876 по 1896 годы жила Волжина (Пешкова), установлена мемориальная доска.

## Киновоплощение
- 1963 — «Аппассионата». Роль Екатерины Пешковой сыграла её внучка Дарья Пешкова